# Ларс Јерген Мадсен
Рандерс
Ларс Јерген Мадсен дан. Lars Jørgen Madsen; Вордингборг, 19. јул 1871 — Рандерс, 1. април 1925 био је дански стрелац, петоструки учесник Летњих олимпијски игара, освајач пет олимпијских медаља. На светским првенствима је учествовао шест пута и освојио 14 медаља.

## Летње олимпијске игре 1900.
На Летњим олимпијским играма 1900 у Паризу Мадсен је учествовао у гађању војничком пушком у пет дисциплина. у дисциплини стојећи става 300 метара у појединачмој конкуренциј освојио је пр5во место с 305 кругова, и освојио своју прву златну медаљу.клечећи став заузео је 8. место да 299 кугова, а лежечи 16. место 301 круг. У троставу био је 5. (900 кругова), а четврти у троставу екипно (сабирају се резултати првих 5 из сваке екипе у постигнути у појединачној конкуренцији.

## Летње олимпијске игре 1908.
На Играма у Лондону Мадсен је учествовао у само две дисциплине. У дисциплини тростав појединачно завршио је на 14. месту, а у истој дисциплини у екипном такмичењу био је четврти.

## Летње олимпијске игре 1912.
У Стокхолму 1912. Мадсен је освојио две медаље:сребрну у троставу појединачно и бронзану у истој дисциплини у екипној конкуренцији. Учествовао је у још три дисциплине : пиштољ 50 метатра појединачно 14. место, пети је у екипном такмичење гађања пушком стојећи став и 8. у екипном такмичењу ( војничка шушка 200, 400, 500, и 600 м.

## Летње олимпијске игре 1920.
На Играма 1920. године у Антверпену такмичио се у 11 дисциплина, од којих 5 су биле екипне. Медаље је освојио у гађању из војничке пушке у стојећем ставу екипно златну, а у истој дисциплини у појединачној конкуренцији сребрну. У друим дисциплинама није освајао медаље.

## Летње олимпијске игре 1924.
На петим олимпијским играма на којима је учесвовао 1924. у Паризу учествовао је у три дисциплине. У екипној био је 6, а у обе појединачне дисциплине гађања из војничке пушке у лежећем ставу на 50 и 600 метра заузео је 24. место.

## Светско првенство у стрељаштву
Учествовао је на свим светским првенствима од 1899 до 1924. и освојио је 13 медаља (3 златне, 3 сребрне и 7 бронзаних). На првом првенству на којем је учесвовао 1899. у Хагу у дисциплини војничка пушка тростав са 300 метара поред освојене златне медаље, Мадсен је поставио и светски рекорд са 943 круга.